# Río Chicama
Der Río Chicama ist ein etwa 165 km langer Zufluss des Pazifischen Ozeans im Nordwesten Perus in den Regionen La Libertad und Cajamarca.

## Flusslauf
Der Río Chicama entspringt in der peruanischen Westkordillere, nahe der Mine von Callacuyán, 20 km südlich der Ortschaft Coina auf einer Höhe von etwa 4160 m. Er fließt anfangs in überwiegend nordwestlicher Richtung durch das Gebirge. Bei Flusskilometer 90 trifft der Río Chuquillanqui von rechts auf den Chicama. Anschließend wendet sich der Fluss nach Westen. Bei Flusskilometer 40 erreicht der Río Chicama die Küstenebene, die er anschließend in südwestlicher Richtung durchquert. Die Kleinstadt Chicama liegt 4 km südlich vom Unterlauf. Der Río Chicama mündet schließlich 33 km nordwestlich der Großstadt Trujillo in den Pazifischen Ozean. Auf seinem Weg durch das Gebirge bildet der Fluss immer wieder breite Schwemmflächen aus, die bei Hochwasser überflutet werden. In der Küstenebene, entlang dem unteren Flusslauf, befinden sich bewässerte Anbauflächen.

## Hydrologie
Der Fluss führt während der Trockenzeit im Sommer wenig Wasser. Dagegen führt er einen Großteil des Jahresabflusses während der Regenzeit von Januar bis April ab. Während El-Niño-Jahren kommt es in der Region zu Starkregenereignissen mit den damit verbundenen Hochwasserereignissen.

## Einzugsgebiet
Das etwa 5100 km² große Einzugsgebiet grenzt im Norden an das des Río Jequetepeque, im Süden an das des Río Moche.